# Plan E
Plan E - музыкальный коллектив из Финляндии, образованный в 1995 году. Название группы Plan E, по словам Яни Лехтосаари, означает плохой план, самый крайний вариант.

## История
Музыкальный коллектив Plan E был сформирован в 1995 году тогдашним участником Impaled Nazarene Яни Лехтосаари и ударником Реима Келлокоски, немногим позже присоединилась клавишница Реета Сайза. В 1996 группа выпустила два сингла, в следующем вышел EP. В 1998 году вышел на собственном лейбле Яни Solardisk Records вышел дебютный альбом Songs for a Rainy Day (этот же релиз стал дебютом лейбла).В начале 2001 года вышел второй альбом коллектива Found and Lost, после чего в марте состав покинули оригинальные барабанщик и клавишница. Яни Лехтосаари остался один, однако творческую деятельность не прекратил - к концу 2001 года он начал работать над новым материалом, самостоятельно записав все партии бас-гитары, клавишных и вокала. Ударные записывали гостевые приглашённые музыканты-друзья Яни. Итогом всех эитх работ стал третий альбом группы Best Kept Secret, выпущенный в 2004 году.

## Музыка и концерты
В музыкальном плане группа отказалась от обычных гитар, заменив их несколькими партиями бас-гитары. Подобная идея зародилась у Яни и ударника Реима Келлокоски когда они до основания Plan E играли в группах Belial и Autumnfire и много экспериментировали, играя вместе только на бас-гитаре и ударных. Впоследствии эта идея вылилась в данный проект, а также добавились клавишные, которыми заведовала знакомая ударника Реета Сайза. Позднее Яни к партиям дисторшированного баса добавил партии софт-баса. За всю свою историю, точнее с 1995 по 2004 год, Plan E ни разу не давали концертов.

## Состав

### Настоящий состав
- Яни Лехтосаари - бас, вокал, клавишные
- Хейкки Хаатья - ударные

### Бывшие участники
- Реима Келлокоски - ударные
- Реета Сайза - клавишные (1995 - 2001)
- Киммо Люттинен - ударные (сессионный участник на альбоме Best Kept Secret)

## Дискография
- 1998 - Songs for a Rainy Day
- 2001 - Found and Lost
- 2004 - Best Kept Secret